# Sylva Richterová
Sylva Richterová (Liberec, 30 dicembre 1938) è un'ex cestista cecoslovacca.

## Carriera
Con la Cecoslovacchia ha disputato due edizioni dei Campionati mondiali (1964, 1967) e quattro dei Campionati europei (1962, 1964, 1966, 1968).